# 興德宮
興德宮位於台灣台北市富民路，為主祀土地公之道教廟宇。該廟宇興建於1921年，為位於臺北市萬華區之仿古建築。另外，該廟宇的組織型態為管理人制，祭典日期則是每年農曆之七月初八。